# Alix de Laperrelle-Poisson
Alix de la Perrelle-Poisson, née le 27 novembre 1828 à Châlons-en-Champagne et morte le 6 mars 1912 à Paris, est une peintre française.

## Biographie
Alix de la Perrelle-Poisson est la fille de Charles Poisson (1801-1869), sous-préfet, et d'Adèle Cornélie Fleuriot (1806-1893). 
En 1849, elle épouse à Reims Marie Émile Léopold Delaperrelle. 
Élève d'Alexandre Cabanel, elle expose au Salon de 1864 à 1875.
Elle meurt à l'âge de 83 ans à son domicile de la rue de Lancry. 

## Participation aux Salons parisiens
- Portrait de MM. Maurice et Marc de L., au Salon de 1864
- Après la lecture, au Salon de 1865
- Portrait de Mme N…, au Salon de 1865
- La Petite Fille du bûcheron, au Salon de 1866, étude
- Portrait de Mme de T., au Salon de 1866
- La Bûcheronne, au Salon de 1869
- La Petite Braconnière, au Salon de 1869
- La Botte d’herbes, au Salon de 1870
- Portrait de M. Marc de L., au Salon de 1870
- Portrait de Mlle M., au Salon de 1874
- Fileuse, au Salon de 1875